# Selenol

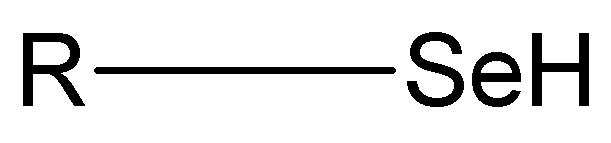
Estructura de un grupo selenol típico.

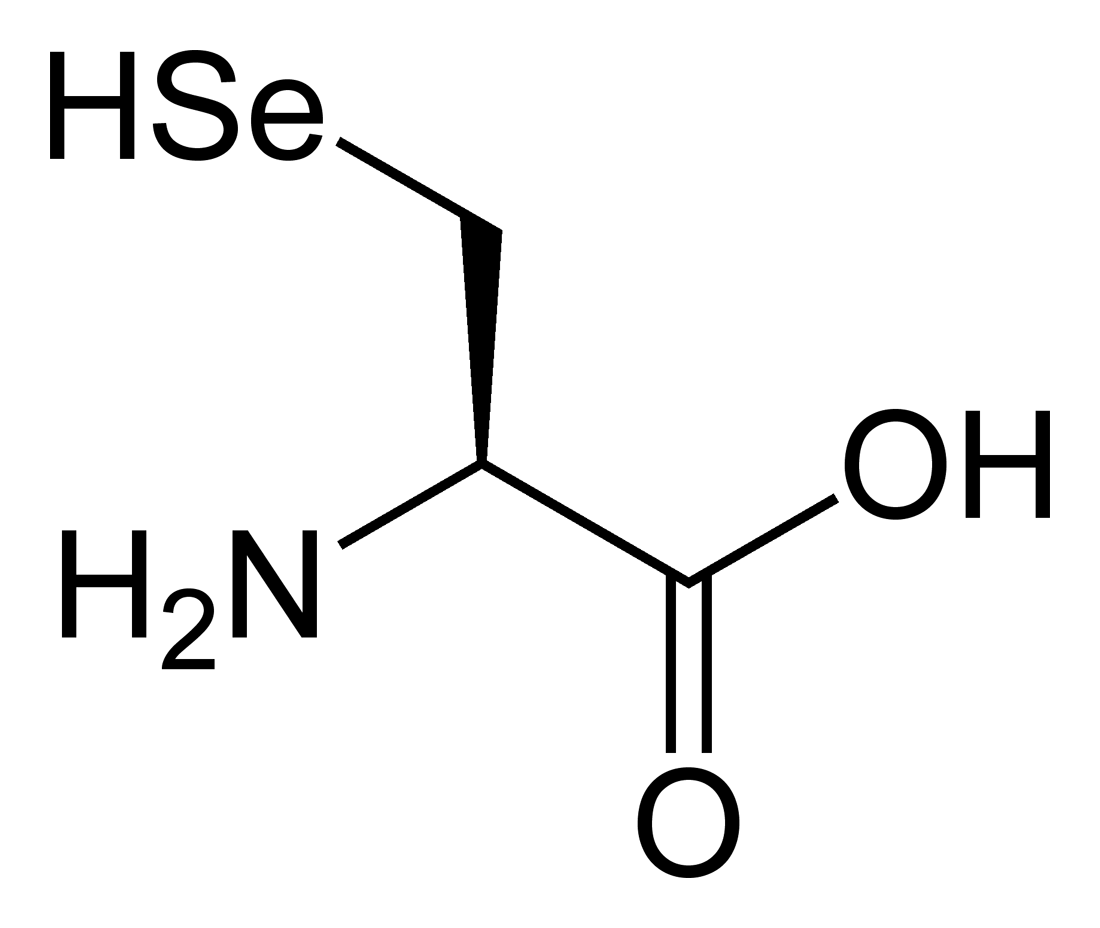
La L-selenocisteína, un selenol existente naturalmente.

En química orgánica, un selenol es un compuesto químico que contiene el grupo funcional compuesto de un átomo de selenio unido a un átomo de hidrógeno (-SeH). Los selenoles volátiles tienen olores altamente ofensivos, y se oxidan rápidamente a diselenuros, compuestos que contienen el enlace Se-Se. El aminoácido esencial selenocisteína es un selenol natural raro. El bencenoselenol (selenofenol) es uno de los selenoles más comunes, usados en síntesis orgánica, su derivado oxidado es el diselenuro de difenilo.
El bencenoselenol es preparado fácilmente por la reacción del reactivo de Grignard del bromobenceno con polvo de selenio. Its oxidation by Br2 yields diphenyl diselenide.

Una forma común para la preparación de los selenoles es la sustitución nucleofílica de un bromuro de alquilo por selenourea, y la subsecuente hidrólisis.